# Ліндісфарнське євангеліє
 
Ліндісфарнське євангеліє (англ. Lindisfarne Gospels) — ілюстрована рукописна книга, що містить тексти Євангелій від Матвія, Марка, Луки та Івана латинською мовою. Книга створена у монастирі на острові Ліндісфарн в Нортумбрії в кінці VII — початку VIII сторіччя.

## Короткий опис
Цей манускрипт є яскравим зразком групи так званих «острівних Євангелій» — рукописних книг, створених ірландськими (кельтськими) ченцями в VII — IX століттях та містить багато мініатюр, виконаних у кельтсько-англосаксонському стилі.
Євангеліє з Ліндісфарна, як припускають, є роботою ченця на ім'я Еадфріт (Eadfrith), що став єпископом на Ліндісфарні 698 року і помер 721 року. За останніми дослідженнями, час створення книги - близько 715 року. Припускають, що книгу було створено на честь святого Кутберта. 
Євангеліє багато ілюстроване в острівному стилі, книга спочатку мала оздоблений коштовностями оклад, створений Білфрітом-відлюдником (Billfrith the Anchorite) в VIII столітті. Під час рейдів вікінгів на острів Ліндісфарн оклад було втрачено, а заміну йому зробили лише 1852 року. Текст написано острівним шрифтом.
У X столітті єпископ Ліндісфарнський Алдред переклав Євангелія давньоанглійською мовою. Переклад записано проміж рядків латинського тексту. Це один з перших перекладів Євангелій англійською мовою.
Книга була придбана сером Робертом Коттоном у клерка Парламенту Роберта Боуєра на початку XVII століття. У XVIII століттіі бібліотеку Коттона придбав Британський музей. Звідти книга потрапила до Британської Бібліотеки в Лондоні.